# Гай Секстий Калвин (оратор)
Вижте пояснителната страница за други личности с името Секстий Калвин).
Гай Секстий Калвин (на латински: Gaius Sextius Calvinus) e оратор и политик на късната Римска република. Произлиза от фамилията Секстии. Син е на Гай Секстий Калвин (консул 124 пр.н.е.).
През 92 пр.н.е. той е претор и реставрира по нареждане на Сената олтара на непознат бог на Палатин.
Цицерон го определя като значим оратор и като противник на Луций Апулей Сатурнин и приятел на Гай Юлий Цезар Страбон Вописк.